# Palmer (Alaska)
Palmer – miasto w Stanach Zjednoczonych, w stanie Alaska.

## Demografia
W 2008 liczyło 8489 mieszkańców. W 2023 liczba mieszkańców spadła do 6378 osób, a gęstość zaludnienia do 657,5 osoby/km².